# Supercopa de Europa 1990
La Supercopa de Europa 1990 fue la 15.ª edición de la competición, que se disputaba anualmente entre los ganadores de la Copa de Europa y de la Recopa de Europa. El trofeo se disputó entre el Milan de Italia (vencedor de la Copa de Europa 1988-89) y la UC Sampdoria de Italia (vencedor de la Recopa de Europa 1989-90) a doble partido los días 10 de octubre y 29 de noviembre de 1990. El primer encuentro, disputado en Génova, acabó con empate a 1, mientras que el segundo disputado en Milán, acabó 2 a 0 para el Milan, para conseguir una victoria global de 3-1 y su segunda Supercopa de Europa.

## Final
El Milan llegó a la Supercopa, tras ganar la Copa de Europa por segunda temporada consecutiva, al ganar por la mínima al SL Benfica en la final disputada en Viena. Por su parte, la Sampdoria ganó la Recopa de Europa de la UEFA, tras ganar al RSC Anderlecht por 2-0, gracias a dos tantos en la prórroga de Gianluca Vialli en Gothenburg.
En la ida en Génova, el resultado fue de 1-1. Olexiy Mykhailychenko abrió el marcador en el minuto 31, pero Alberico Evani, empató la contienda ocho minutos después. El italiano logró el gol decisivo que dio el título de la Supercopa al Milan en 1989.
En la vuelta ante la Sampdoria, Ruud Gullit, abrió el marcador un minuto antes del descanso. En el 76’ Frank Rijkaard hizo el definitivo 2-0, dando el título al equipo rossonero que ganó por 3-1 en el global de la eliminatoria.

### Ida
| 1          | POR        | Gianluca Pagliuca      |  |
| 2          | DEF        | Moreno Mannini         |  |
| 3          | DEF        | Giovanni Invernizzi    |  |
| 4          | DEF        | Fausto Pari            |  |
| 5          | MED        | Marco Lenna            |  |
| 6          | MED        | Luca Pellegrini        |  |
| 7          | MED        | Oleksiy Mykhaylychenko |  |
| 8          | MED        | Attilio Lombardo       |  |
| 9          | DEL        | Marco Branca           |  |
| 10         | DEL        | Roberto Mancini        |  |
| 11         | DEL        | Giuseppe Dossena       |  |
| Entrenador | Entrenador | Vujadin Boškov         |  |

| 1          | POR        | Andrea Pazzagli       |  |
| 2          | DEF        | Mauro Tassotti        |  |
| 3          | DEF        | Alessandro Costacurta |  |
| 4          | DEF        | Gianluca Gaudenzi     |  |
| 5          | DEF        | Filippo Galli         |  |
| 6          | MED        | Franco Baresi         |  |
| 7          | MED        | Roberto Donadoni      |  |
| 8          | MED        | Carlo Ancelotti       |  |
| 9          | MED        | Daniele Massaro       |  |
| 10         | DEL        | Ruud Gullit           |  |
| 11         | DEL        | Alberico Evani        |  |
| Entrenador | Entrenador | Arrigo Sacchi         |  |

| Anotado | 31' | Oleksiy Mykhaylychenko | 1-0 |

| Anotado | 39' | Alberico Evani | 1-1 |

| Árbitro | José Rosa dos Santos |

| 1          | POR        | Gianluca Pagliuca      |  |
| 2          | DEF        | Moreno Mannini         |  |
| 3          | DEF        | Giovanni Invernizzi    |  |
| 4          | DEF        | Fausto Pari            |  |
| 5          | MED        | Marco Lenna            |  |
| 6          | MED        | Luca Pellegrini        |  |
| 7          | MED        | Oleksiy Mykhaylychenko |  |
| 8          | MED        | Attilio Lombardo       |  |
| 9          | DEL        | Marco Branca           |  |
| 10         | DEL        | Roberto Mancini        |  |
| 11         | DEL        | Giuseppe Dossena       |  |
| Entrenador | Entrenador | Vujadin Boškov         |  |

| 1          | POR        | Andrea Pazzagli       |  |
| 2          | DEF        | Mauro Tassotti        |  |
| 3          | DEF        | Alessandro Costacurta |  |
| 4          | DEF        | Gianluca Gaudenzi     |  |
| 5          | DEF        | Filippo Galli         |  |
| 6          | MED        | Franco Baresi         |  |
| 7          | MED        | Roberto Donadoni      |  |
| 8          | MED        | Carlo Ancelotti       |  |
| 9          | MED        | Daniele Massaro       |  |
| 10         | DEL        | Ruud Gullit           |  |
| 11         | DEL        | Alberico Evani        |  |
| Entrenador | Entrenador | Arrigo Sacchi         |  |

| Anotado | 31' | Oleksiy Mykhaylychenko | 1-0 |

| Anotado | 39' | Alberico Evani | 1-1 |

| Árbitro | José Rosa dos Santos |

### Vuelta
| 1          | POR        | Andrea Pazzagli       |  |
| 2          | DEF        | Mauro Tassotti        |  |
| 3          | DEF        | Paolo Maldini         |  |
| 4          | DEF        | Angelo Carbone        |  |
| 5          | DEF        | Alessandro Costacurta |  |
| 6          | MED        | Franco Baresi         |  |
| 7          | MED        | Carlo Ancelotti       |  |
| 8          | MED        | Frank Rijkaard        |  |
| 9          | MED        | Massimo Agostini      |  |
| 10         | DEL        | Ruud Gullit           |  |
| 11         | DEL        | Alberico Evani        |  |
| Entrenador | Entrenador | Arrigo Sacchi         |  |

| 1          | POR        | Gianluca Pagliuca      |  |
| 2          | DEF        | Marco Lanna            |  |
| 3          | DEF        | Ivano Bonetti          |  |
| 4          | DEF        | Fausto Pari            |  |
| 5          | DEF        | Pietro Vierchwood      |  |
| 6          | MED        | Luca Pellegrini        |  |
| 7          | MED        | Oleksiy Mykhaylychenko |  |
| 8          | MED        | Srečko Katanec         |  |
| 9          | DEL        | Gianluca Vialli        |  |
| 10         | DEL        | Roberto Mancini        |  |
| 11         | DEL        | Attiliio Lombardo      |  |
| Entrenador | Entrenador | Vujadin Boškov         |  |

| Anotado | 44' | Ruud Gullit    | 1-0 |
| Anotado | 76' | Frank Rijkaard | 2-0 |

| Árbitro | Zoran Petrović |

| 1          | POR        | Andrea Pazzagli       |  |
| 2          | DEF        | Mauro Tassotti        |  |
| 3          | DEF        | Paolo Maldini         |  |
| 4          | DEF        | Angelo Carbone        |  |
| 5          | DEF        | Alessandro Costacurta |  |
| 6          | MED        | Franco Baresi         |  |
| 7          | MED        | Carlo Ancelotti       |  |
| 8          | MED        | Frank Rijkaard        |  |
| 9          | MED        | Massimo Agostini      |  |
| 10         | DEL        | Ruud Gullit           |  |
| 11         | DEL        | Alberico Evani        |  |
| Entrenador | Entrenador | Arrigo Sacchi         |  |

| 1          | POR        | Gianluca Pagliuca      |  |
| 2          | DEF        | Marco Lanna            |  |
| 3          | DEF        | Ivano Bonetti          |  |
| 4          | DEF        | Fausto Pari            |  |
| 5          | DEF        | Pietro Vierchwood      |  |
| 6          | MED        | Luca Pellegrini        |  |
| 7          | MED        | Oleksiy Mykhaylychenko |  |
| 8          | MED        | Srečko Katanec         |  |
| 9          | DEL        | Gianluca Vialli        |  |
| 10         | DEL        | Roberto Mancini        |  |
| 11         | DEL        | Attiliio Lombardo      |  |
| Entrenador | Entrenador | Vujadin Boškov         |  |

| Anotado | 44' | Ruud Gullit    | 1-0 |
| Anotado | 76' | Frank Rijkaard | 2-0 |

| Árbitro | Zoran Petrović |

|                     |
| Bandera de Italia   |
| Campeón A. C. Milan |
| 2° Título           |